# پیرینو بافی
پیرینو بافی (ایتالیایی: Pierino Baffi; ۱۵ سپتامبر ۱۹۳۰ – ۲۷ مارس ۱۹۸۵) دوچرخه‌سوار اهل ایتالیا بود. وی در مسابقات جیرو دیتالیا و تور دو فرانس شرکت کرده است.